# Zombieland
Zombieland is een Amerikaanse komische zombiefilm/roadmovie uit 2009, geregisseerd door
Ruben Fleischer en geschreven door Rhett Reese en Paul Wernick. Hoofdrollen worden vertolkt door Woody Harrelson, Jesse Eisenberg, Emma Stone, en Abigail Breslin.
De film kreeg voornamelijk positieve reacties en was een commercieel succes.

## Verhaal
De film speelt zich af in een post-apocalyptisch Amerika. De kijker krijgt te horen dat twee maanden eerder een massale uitbraak van zombies heeft plaatsgevonden als gevolg van een gemuteerde variant van de gekkekoeienziekte.
De hoofdpersoon, een student die het grootste deel van zijn vrije tijd besteedde aan het computerspel World of Warcraft, is op weg naar zijn ouderlijk huis in Columbus om te zien of zijn ouders nog leven. Hij verliest zijn auto bij een ongeluk, waarna hij op een uitgestorven snelweg een overlevende met auto tegen het lijf loopt. Deze man noemt hem "Columbus", naar de plaats waarnaar hij op weg is, de man wordt "Tallahassee" (naar Tallahassee, waarnaar deze man op weg is) genoemd. De man is op zoek naar de laatste Twinkies, een bepaald soort gebak. Ze reizen samen verder en stoppen bij een supermarkt, op zoek naar de Twinkies. Daar ontmoeten ze de zussen "Wichita" en "Little Rock" (ook genoemd naar de plaatsen waar zij heen zouden willen gaan). Deze beroven de mannen van hun wapens en voertuig. De mannen gaan te voet verder, tot ze een Hummer vol wapens vinden. Ze ontmoeten de meisjes weer, die zijn gestrand toen hun gestolen voertuig pech kreeg. Op aandringen van Columbus reizen ze als groep verder.
Wichita vertelt Columbus dat zijn thuisstad is platgebrand en overgenomen door zombies, dus dat de kans zijn ouders nog levend te vinden nihil is. Volgens haar kunnen ze beter naar "Pacific Playland" gaan, een attractiepark in Los Angeles dat volgens verhalen nog vrij zou zijn van zombies. Op weg naar het park komt de groep door Hollywood, waar Tallahassee besluit om een tussenstop te maken in het landhuis van Bill Murray. Daar ontmoeten Tallahassee en Wichita Murray zelf, die zich heeft vermomd als zombie om onopgemerkt te blijven. Columbus weet dit echter niet, en schiet Murray dood wanneer deze hem bij wijze van grap besluipt.
Nadat de groep Murray haastig heeft begraven ontdekt Columbus dat Tallahassee zijn zoon heeft verloren aan de zombies. Hierdoor krijgt hij meer respect voor hem. Wichita krijgt ondertussen gevoelens voor Columbus, en vertelt hem haar echte naam, Krista. Ze wil zich echter niet aan hem binden en vertrekt daarom met Little Rock. Tallahassee en Columbus volgen het duo in een van Murrays auto's.
Wichita en Little Rock arriveren in Pacific Playland. Het park is inderdaad nog zombievrij, maar zodra de zussen de attracties activeren trekken ze onbedoeld toch de aandacht van zombies. De zombies drijven de zussen in het nauw in een vrije val. Tallahassee en Columbus arriveren net op tijd om de twee te ontzetten. Via een list lokt Tallahassee de zombies naar een spelruimte, alwaar hij ze vernietigt. Columbus en Wichita biechten hun liefde voor elkaar op. Samen verlaten de vier Pacific Playland, op zoek naar een nieuw thuis.

## Rolverdeling
- Jesse Eisenberg - Columbus
- Woody Harrelson - Tallahassee
- Emma Stone - Wichita
- Abigail Breslin - Little Rock
- Amber Heard - 406
- Mike White - Pompbediende en man op wc
- Bill Murray – zichzelf.[2]

## Achtergrond

### Scenario
Schrijvers Rhett Reese en Paul Wernick kregen het idee voor Zombieland ongeveer 4,5 jaar voor aanvang van de productie. Het verhaal werd in 2005 reeds door hen uitgewerkt als een scenario voor de proefaflevering van een televisieserie, maar die werd nooit gemaakt. Regisseur Ruben Fleischer hielp de twee het scenario te herschrijven van een televisieserie naar een film.

### Acteurs
Woody Harrelson accepteerde de rol van Tallahassee op vier voorwaarden. Zo wilde hij inspraak in de keuze van de overige acteurs, en wilde hij dat de regisseur een week lang geen zuivelproducten zou nuttigen. Harrelson koos persoonlijk de kleding voor zijn personage uit.
Voordat Bill Murray werd gekozen voor de cameorol van een beroemdheid, werden onder andere Patrick Swayze en Sylvester Stallone benaderd.

### Opnames
Vooropnames voor de film begonnen in februari 2009 in Hollywood. Zo werden er scènes opgenomen in het Scream Fest Theme Park en andere locaties. De opnames duurden tot maart dat jaar. Andere opnamelocaties waren Atlanta, Hapeville, Morrow, Decatur, Newnan en Powder Springs. Zombieland werd digital opgenomen met een Panavision Genesis digitale camera.
Het attractiepark dat werd gebruikt voor de scènes in Pacific Playland was het Wild Adventures Water and Theme Park in Valdosta. Special effects make-up artiest Tony Gardner, die onder andere meehielp met de videoclip van Michael Jackson's Thriller", droeg bij aan effecten voor de zombies.

### Thema's
Een running gag in de film is dat Columbus steeds een lijst regels paraat heeft die volgens hem cruciaal zijn om een zombie-invasie te overleven. In totaal heeft hij 33 van deze regels, maar deze worden niet allemaal genoemd in de film. Enkele van de regels zijn "niet de held uithangen", "geen stripclubs binnengaan", "controleer altijd de achterbank van de auto", "kijk uit in toiletruimtes en badkamers", "houd een Zwitsers zakmes achter de hand" en "zorg voor een partner die kan vechten".
De personages gebruiken allemaal schuilnamen. Hun echte namen, met uitzondering van Wichita, die Krista heet, worden nooit genoemd . De schuilnamen van de personages zijn allemaal vernoemingen naar plaatsen in de Verenigde Staten: Columbus, Tallahassee, Wichita, Little Rock. Alleen Bill Murray gebruikt gewoon zijn eigen naam. In eerdere versies van het scenario droegen de protagonisten de namen Flagstaff en Albuquerque, en een van de zussen heette Stillwater.

## Uitgave en ontvangst
Zombieland werd uitgebracht door Columbia Pictures op 2 oktober 2009, een week eerder dan was aangekondigd. De film kreeg van de Motion Picture Association of America een R-beoordeling mee vanwege de soms griezelige scènes en het grove taalgebruik.
De film werd overwegend positief beoordeeld. Op Rotten Tomatoes scoorde de film 89% aan goede beoordelingen. De film bereikte in het weekend van de première de eerste plaats met een opbrengst van 24.733.155 dollar. Daarmee was Zombieland financieel gezien de op een na bestlopende zombiefilm na Dawn of the Dead uit 2004. De totale wereldwijde opbrengst kwam uit op 102.133.700 dollar.

## Prijzen en nominaties
| Prijs                                      | Categorie                        | Genomineerden                                                                      | Resultaat   |
| ------------------------------------------ | -------------------------------- | ---------------------------------------------------------------------------------- | ----------- |
| Critics' Choice Awards                     | Best Comedy Movie                |                                                                                    | genomineerd |
| Detroit Film Critics Society               | Best Supporting Actor            | Woody Harrelson                                                                    | genomineerd |
| Detroit Film Critics Society               | Best Ensemble                    | Abigail Breslin Jesse Eisenberg Woody Harrelson Amber Heard Bill Murray Emma Stone | genomineerd |
| Empire Awards                              | Best Horror                      |                                                                                    | genomineerd |
| Golden Schmoes                             | Best Comedy of the Year          |                                                                                    | genomineerd |
| Golden Schmoes                             | Best Horror Movie of the Year    |                                                                                    | gewonnen    |
| Golden Schmoes                             | Biggest Surprise of the Year     |                                                                                    | genomineerd |
| Golden Schmoes                             | Coolest Character of the Year    | (Tallahassee)                                                                      | genomineerd |
| Golden Schmoes                             | Best Action Sequence of the Year | (Tallahassee vs. the Amusement Park)                                               | genomineerd |
| Golden Schmoes                             | Most Memorable Scene of the Year | (Bill Murray Cameo)                                                                | gewonnen    |
| Golden Schmoes                             | Best T&A of the Year             | Emma Stone                                                                         | genomineerd |
| Saturn Awards (TBD)                        | Best Horror Film                 |                                                                                    | genomineerd |
| Saturn Awards (TBD)                        | Best Supporting Actor            | Woody Harrelson                                                                    | genomineerd |
| Sitges Film Festival                       | Audience Award                   | Ruben Fleischer                                                                    | gewonnen    |
| St. Louis Gateway Film Critics Association | Best Comedy                      |                                                                                    | genomineerd |

## Vervolg
Eind 2009 werd duidelijk dat men een Zombieland 2 wilde maken in 3D. Deze plannen werden in 2011 veranderd in een televisieserie van FOX en Sony, die in 2012-2013 uitgezonden zou worden. De pilotaflevering van deze serie werd zo slecht ontvangen dat er geen verdere afleveringen gemaakt zijn. In 2019 verscheen uiteindelijk toch een vervolgfilm: Zombieland: Double Tap.